# Station Herzberg (Harz)
Station Herzberg (Harz) (Bahnhof Herzberg (Harz), ook wel Bahnhof Herzberg am Harz) is een spoorwegstation in de Duitse plaats Herzberg am Harz, in de deelstaat Nedersaksen. Het station ligt aan de spoorlijn Northeim - Nordhausen (Südharzstrecke), van deze lijn takte de spoorlijn naar Seesen (Westharzstrecke) af. De vroeger hier beginnende spoorlijnen naar Siebertal en Bleicherode zijn gesloten. Naast station Herzberg (Harz) is er ook de halte Herzberg Schloß, die dichter bij het centrum van Herzberg am Harz ligt.

## Locatie
Het station ligt ten zuidwesten van de binnenstad van Herzberg direct aan de Landesstraße 530; ongeveer een kilometer verder liggen de Bundesstraße 27 en 243. Ten westen van het station bevindt zich het stadsdeel Aue, in het noorden het stadsdeel Kastanienplatz. In het zuidwesten worden de sporen door Häxgraben begrensd.

## Naam
Het station heeft officieel "Herzberg (Harz)". In Herzberg zelf staat het bekend als "Hauptbahnhof", terwijl de halte "Herzberg Schloß" de bijnaam "Schlossbahnhof" heeft gekregen. Ook in officiële documenten wordt de schrijfwijze "Herzberg Hbf" of "Herzberg Hauptbahnhof" gebruikt.
Begin 2015 werd in kader van de renovatie van het reizigersstations de borden vervangen. Niet de officiële stationsnaam "Herzberg (Harz)" kwam op de borden te staan, maar de officiële plaatsnaam "Herzberg am Harz" werd gebruikt.

## Geschiedenis

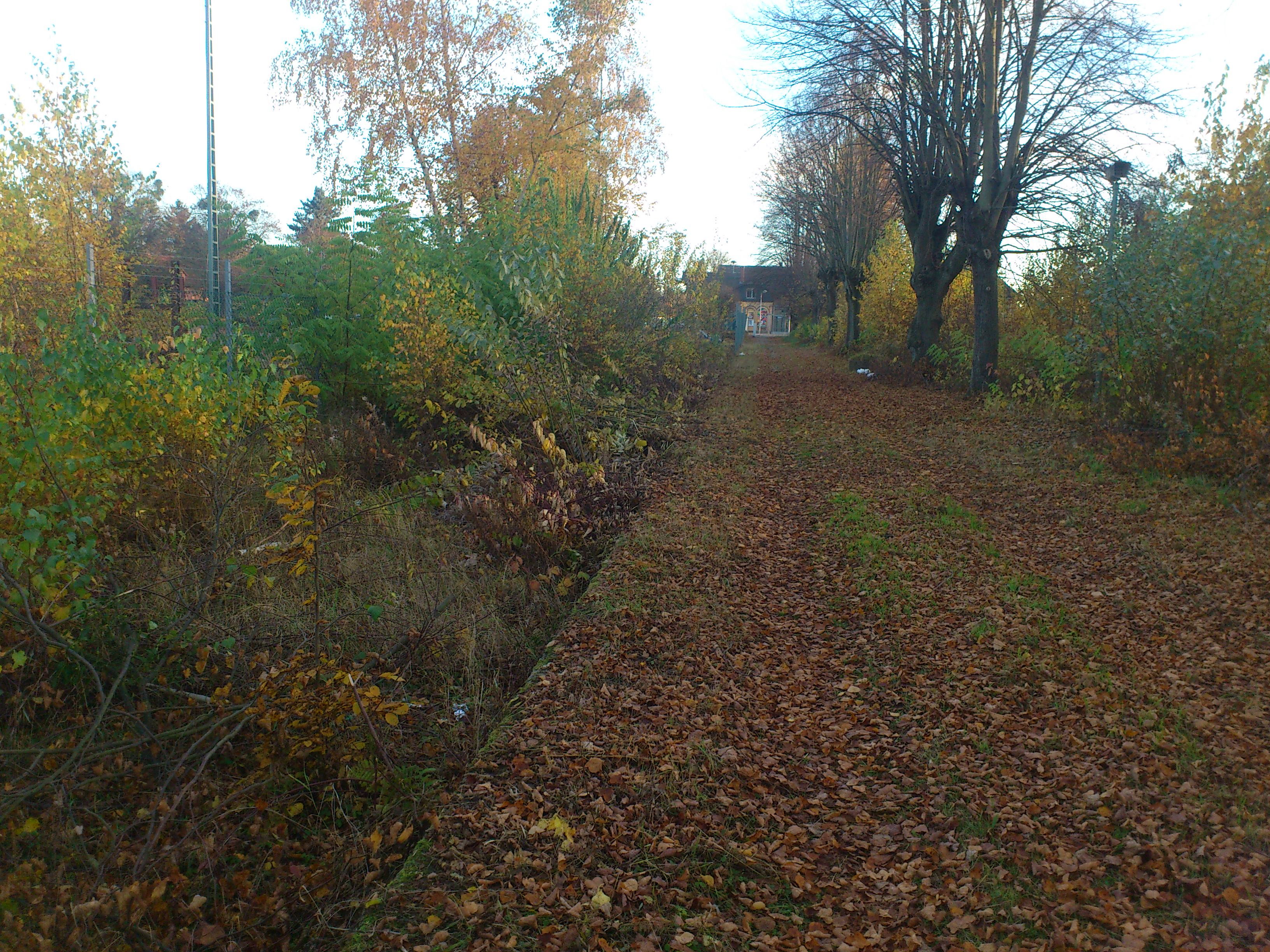
Voormalig perron dat aan een spoor lag die van de lijn naar Seesen aftakte (2015)

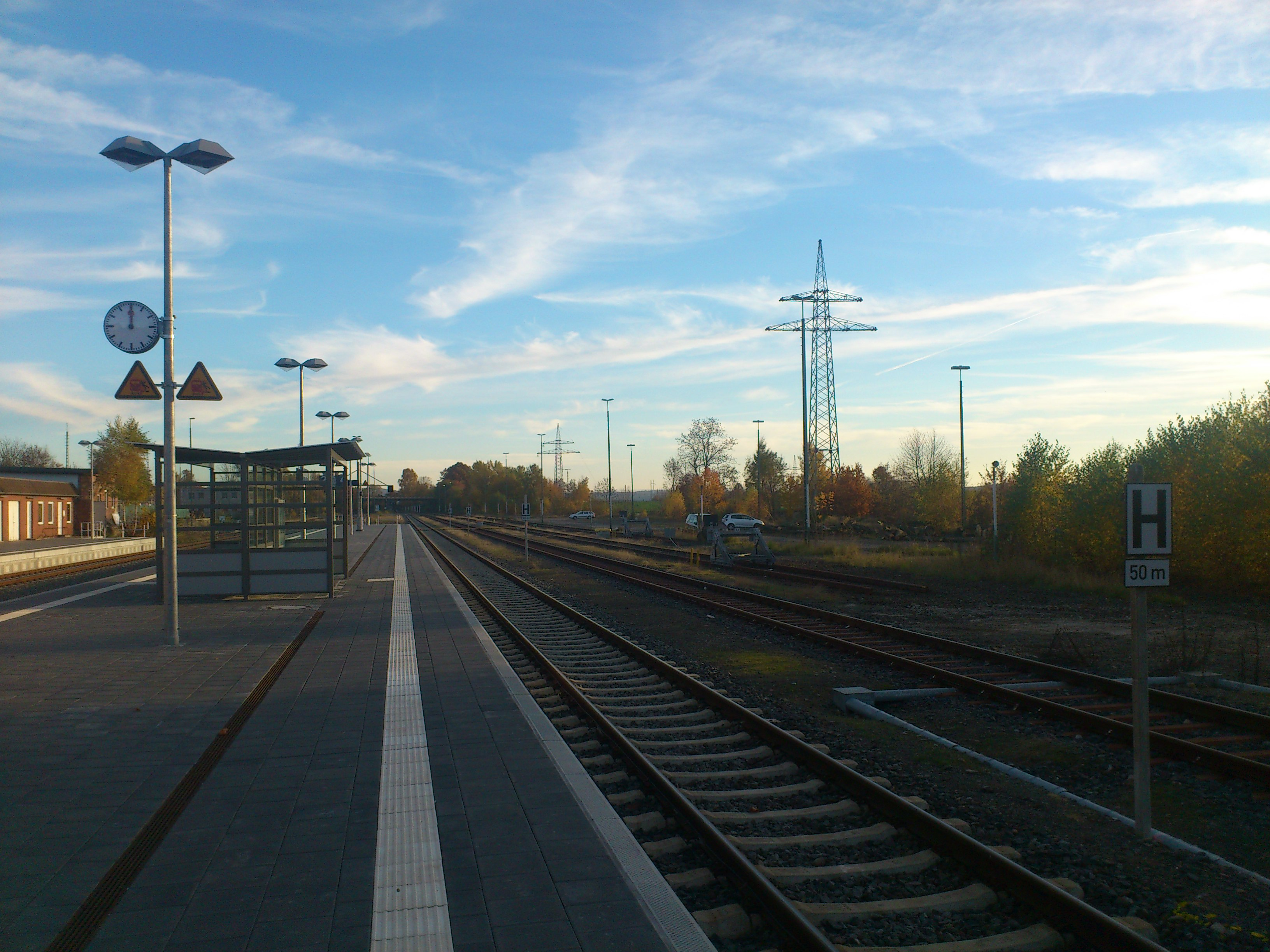
Blik van het eilandperron met de in 2015 gebouwde hoogspanningsmast

Op 1 december 1968 werd de Südharzstrecke van Northeim tot Herzberg geopend, op 1 augustus volgde het trajectdeel tot Nordhausen. Op 10 oktober 1870 volgde de opening van de spoorlijn naar Osterode am Harz, welke op 1 september 1871 tot Seesen werd geopend. Op 10 juli 1884 werd de spoorlijn Scharzfeld - St. Andreasberg geopend, waar het treinverkeer voornamelijk via Herzberg rijdt. Op 1 november 1911 werd de spoorlijn naar Bleicherode-Ost geopend. In 1913 werd begonnen aan de spoorlijn naar Sieber, maar door de Eerste Wereldoorlog werd er gestopt met de bouw. Het trajectdeel tot Siebertal was deels gereed en werd op 1 december 1931 in gebruik genomen door goederenverkeer voor de toenmalige Osthushenrich-Papierfabrik (tegenwoordig Smurfit Kappa).
Hiermee bereikte station Herzberg zijn maximale omvang en werd een belangrijk spoorwegknooppunt. Het spoornummer 37 van het goederenstation is daar nog getuigen van, omdat hier vroeger veel meer sporen waren. Bovendien was er ten noorden van het station, in het stadsdeel Kastanienplatz, een verbindingspoor tussen de Südharz- en Westharzstrecke om het kopmaken van goederentreinen in Herzberg te vermijden. 
Door de Duitse deling werd de spoorlijn naar Bleicherode in 1945 aan de rand van de Zwinge gedeeld. Doordat de exploitatie van het doodlopende spoor onrendabel werd, werd het reizigersverkeer op het overgebleven trajectdeel op 27 mei 1961 gestaakt, het goederenverkeer volgde op 30 januari 1982. Op 31 december 1994 werd de spoorlijn naar Siebertal gesloten.
In de jaren 2000 werd het complete emplacement vernieuwd en het rangeerterrein verkleind.
De Südharzstrecke en station Herzberg zullen op de middellange termijn voorzien van elektronische treinbeveiliging die wordt aangestuurd vanuit de treindienstleiderspost in Göttingen.
Het spoor naar de papierfabriek in Siebertal is nooit opgebroken en wordt deze in Herzberg gebruikt als opstelspoor. De spoorlijn naar Bleicherode is tot Hilkerode omgebouwd tot fietspad.

## Stationsindeling

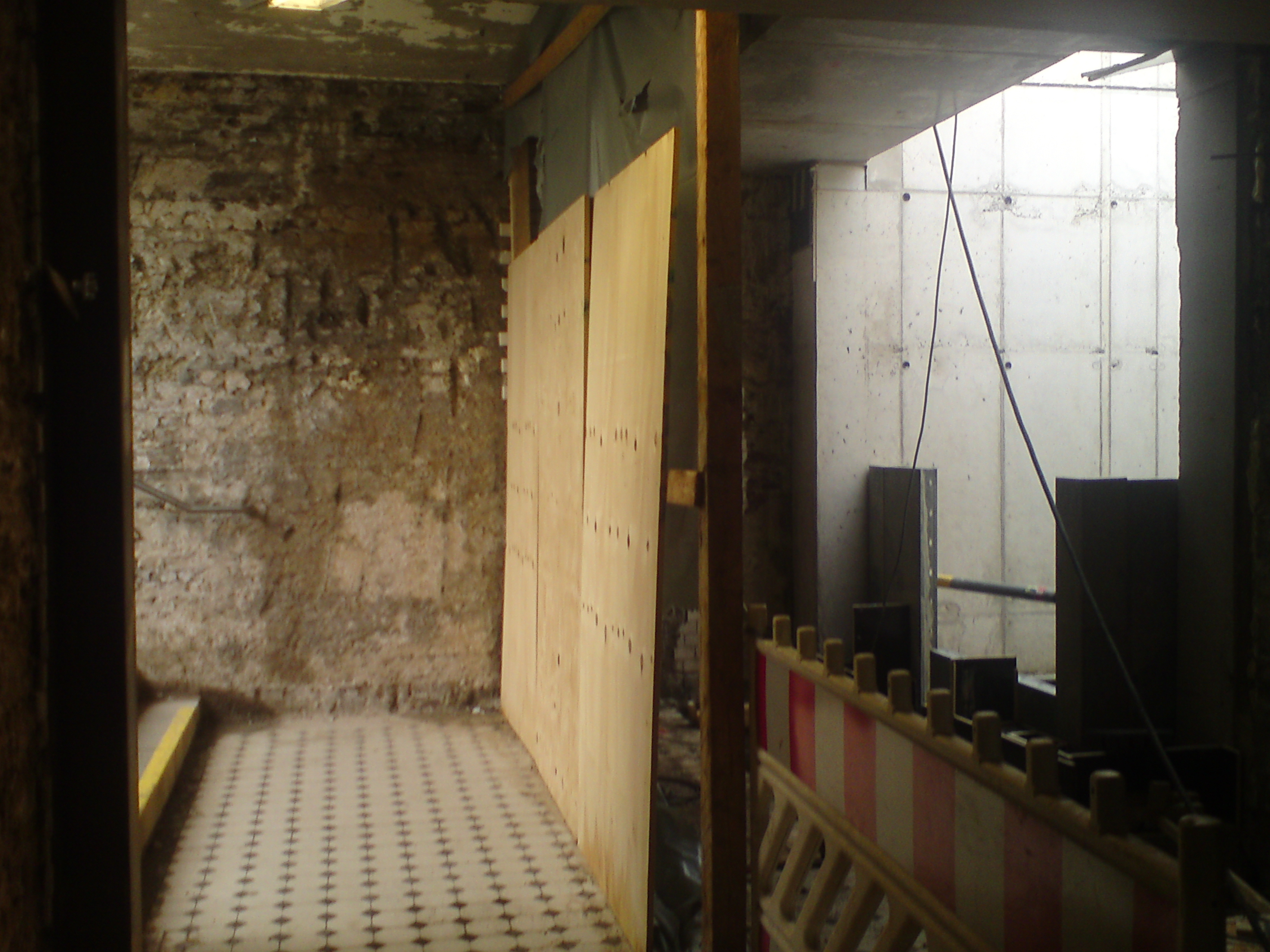
Goed zichtbaar: De sleuf voor de nieuwe lift (2014)

### Reizigersstation
In de jaren 2014 en 2015 werd het station in kader van het project Niedersachsen ist am Zug II voor rond de €3,9 miljoen barrièrevrij gemaakt. Vanaf 2015 beschikt het station over drie perronsporen met een hoogte van 55 centimeter en een lengte van 140 meter. Zowel vanaf het zijperron (spoor 1) als het eilandperron (spoor 2 en 4) is er een lift naar de voetgangerstunnel, deze tunnel werd ook gerenoveerd. De perrons werden voorzien van ribbeltegels. Op elk perron is er een matrixdisplay geplaatst die informeert over vertragingen of andere wijzigingen in de dienstregeling. Tijdens de verbouwingen bleef het station in gebruik en de treinen rijden, waardoor er ook 's nachts gebouwd werd. De werkzaamheden waren medio 2015 gereed, begin november 2015 werden de liften in gebruik genomen, doordat de goedkeuring uitgesteld werd.

#### Stationsgebouw
Het gebouw aan spoor 1 werd op 2003 door de Deutsche Bahn aan Patron Elke Sàrl uit Luxemburg verkocht. Sindsdien bevindt zich een kiosk in het gebouw. Bij de ingang aan de wegzijde bevindt zich een graffitikunstwerk met de titel "Mein Traum am Gleis" (Mijn droom op de rails).

### Rangeerterrein

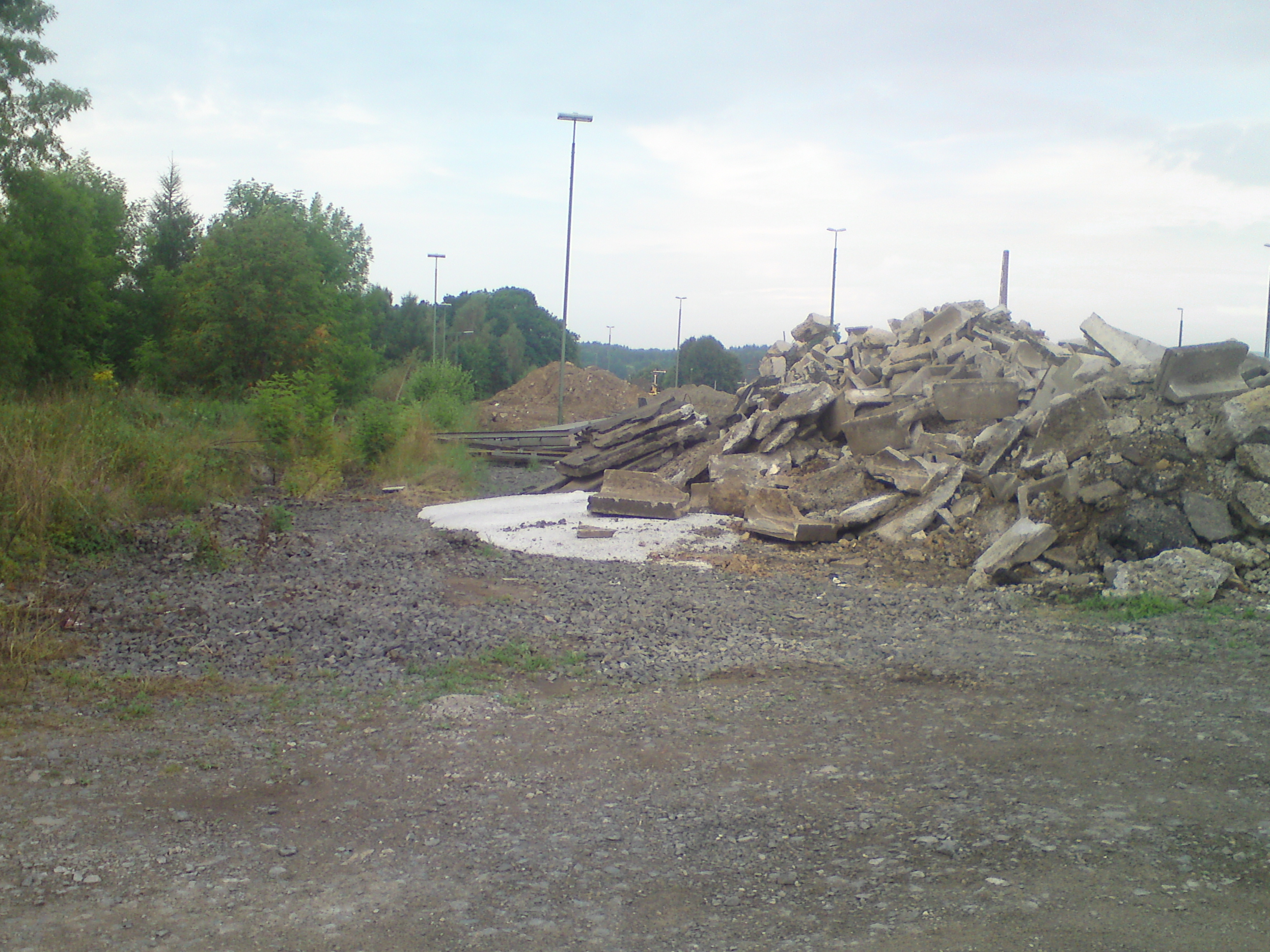
Voormalige rangeerterrein tijdens de verbouwing (2014)

Het voormalige rangeerterrein ten zuidwesten van het station wordt niet meer gebruikt. De niet meer benodigde sporen werden in de jaren 2000 opgebroken, met uitzondering van de sporen 5, 6 en 7. Spoor 5 is een inhaalspoor direct naast het perronspoor 4, de sporen 6 en 7 zijn nieuwe opstelsporen en wordt nog gebruikt om ongebruikte rijtuigen te stallen.
Vroeger was aan spoor 14 nog een industrieterrein in het stadsdeel Aue aangesloten. Op het industrieterrein zijn er nog resten van het treinverleden te vinden.

### Goederenstation

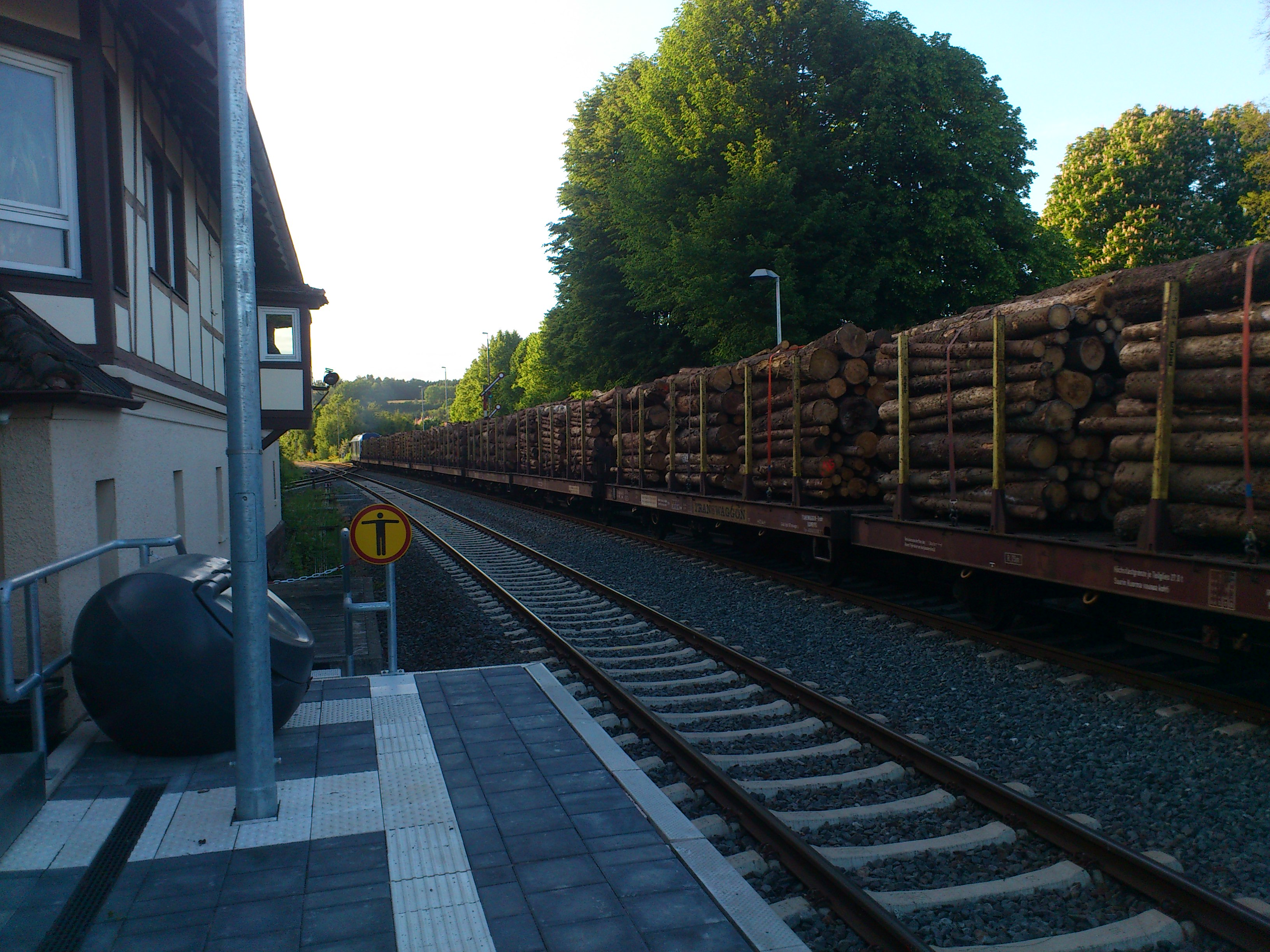
Goederentrein met hout uit de Harz wachtend op vertrek (2015)

Het goederenstation ten zuidoosten van het reizigersstation in grotendeels afgebroken, alleen de sporen 35 en 37 zijn nog overgebleven. Op deze sporen wordt hout uit de Harz geladen op de bijbehorende treinen.
Bovendien liep vroeger ten zuiden van het station nog een aansluitspoor naar het terrein van Pleissner Guss GmbH. Op het bedrijfsterrein zijn er nog spoorresten te vinden.

## Verbindingen

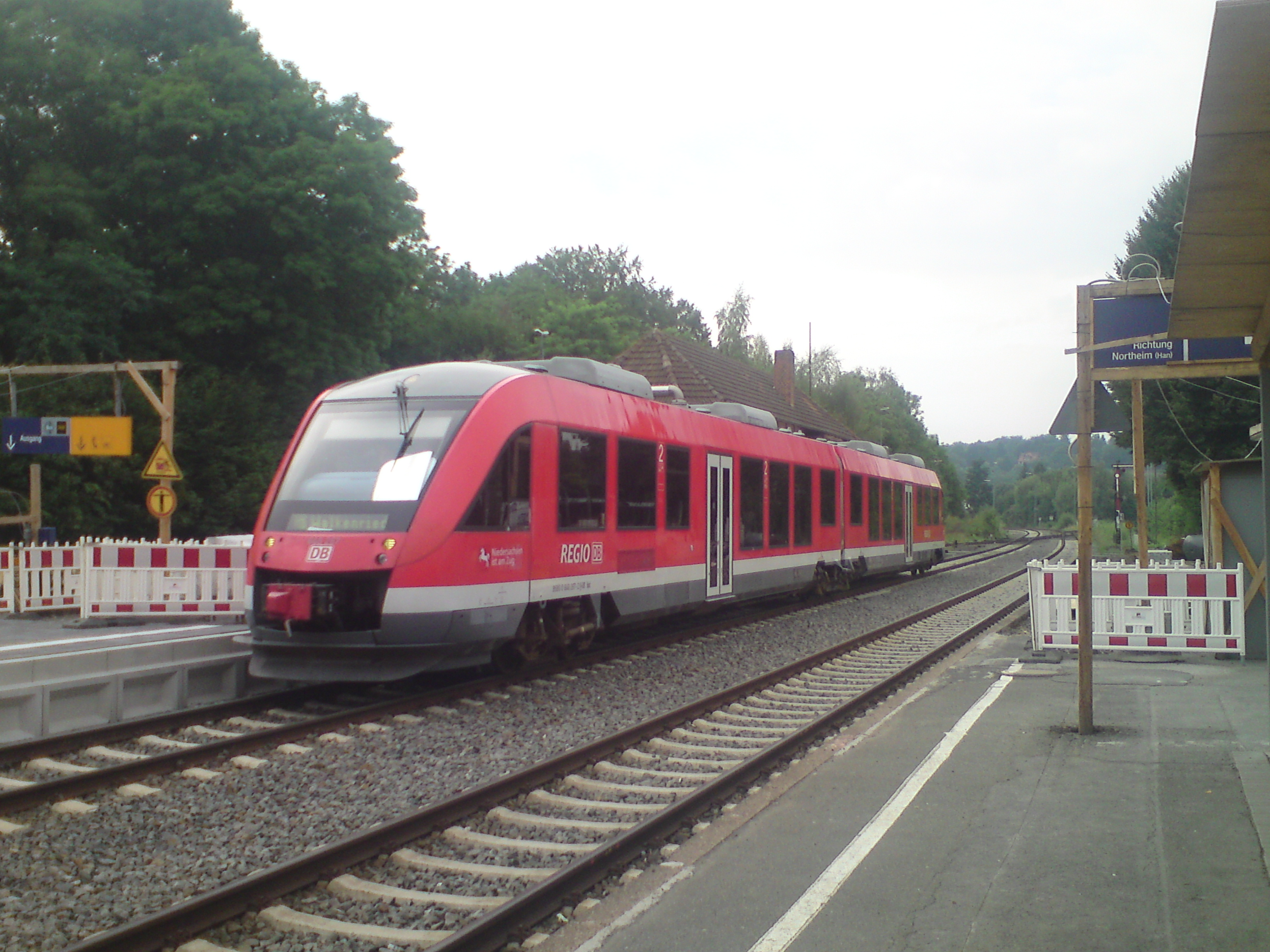
Een trein naar Walkenried komt Herzberg binnen (2014)

De Südharzstrecke wordt door een Regionalbahn van DB Regio Nord bediend. Vanaf 2009 wordt elk uur tussen Northeim en Nordhausen gereden, waarbij het ene uur naar Göttingen en het andere uur naar Bodenfelde. Van maandag tot vrijdag rijden er versterkingstreinen van Northeim via Herzberg naar Walkenried. Op de Westharzstrecke rijdt er elk uur een trein naar Braunschweig via Seesen en Salzgitter, op zondag eenmaal per twee uur. In totaal halteren er op een werkdag rond de 63 Regionalbahn-treinen in Herzberg. Voor de exploitatie worden LINT-treinstellen ingezet.
De volgende treinseries doen het station Herzberg (Harz) aan:
| Serie | Treinsoort                   | Route                                                                                      | Bijzonderheden                                                         |
| ----- | ---------------------------- | ------------------------------------------------------------------------------------------ | ---------------------------------------------------------------------- |
| RB 46 | Regionalbahn (DB Regio Nord) | Braunschweig Hbf – Salzgitter-Ringelheim – Seesen – Herzberg (Harz)                        | 1x per twee uur in het weekend.                                        |
| RB 80 | Regionalbahn (DB Regio Nord) | Göttingen – Northeim (Han) – Herzberg (Harz) – Bad Lauterberg im Harz Barbis – Nordhausen  | Eenmaal per twee uur                                                   |
| RB 81 | Regionalbahn (DB Regio Nord) | Nordhausen – Bad Lauterberg im Harz Barbis – Herzberg (Harz) – Northeim (Han) – Bodenfelde | Eenmaal per twee uur; versterkingsritten tussen Bodenfelde en Northeim |

### Verleden
Nog tot 12 december 2004 was Herzberg ook het eindstation van de meeste treinen uit Sankt Andreasberg en Bad Lauterberg im Harz, welke via Scharzfeld en de Südharzstrecke naar Herzberg reden. Enkele treinen reden verder naar Braunschweig.
In het verleden was Herzberg ook een station voor langeafstandsverkeer. Voor 1945 stopte hier bijvoorbeeld ook een D-treinpaar Münster - Halle, daarnaast ook meerdere langeafstandsexprestreinen. Na 1945 reed er een exprestrein Northeim - Herzberg - Walkenried, die deels uit Noordrijn-Westfalen kwam, en in de jaren '80 was er een exprestrein Bielefeld - Herford - Altenbeken - Ottbergen - Northeim - Herzberg - Scharzfeld - Odertal en terug.
In de morgen van 12 november 1989 vertrok vanuit Herzberg een speciale trein via Walkenried naar Ellrich. Deze was de eerste trein na Die Wende die de Duits-Duitse grens passeerde.